# Sourakh
Pour plus de détails, voir Fiche technique et Distribution.
Sourakh est un film tunisien et le quatrième long métrage d'Omar Khlifi. Après avoir rendu hommage au nationalisme tunisien et à ceux qui ont participé à l'indépendance, le réalisateur se tourne vers la société tunisienne avec ses drames et ses douleurs.

## Synopsis
Le film raconte l'histoire de deux filles. Saadia a été violée après une farouche résistance, qui lui a permis de se venger en tuant son agresseur, mais le conseil des hommes du village estime qu'elle s'était montrée provocante et la condamne à mort. Elle est abattue et les femmes du village, transgressant la tradition, suivent son cortège funèbre.
Quant à Selma, qui aimait Hédi, elle voit son père l'obliger à épouser un autre homme. Son amoureux revient à la hâte mais se noie. Devenue folle, elle succombe à son tour.

## Fiche technique
- Titre : Sourakh (Hurlements)
- Réalisation : Omar Khlifi
- Scénario : Omar Khlifi
- Photographie : Ezzedine Ben Ammar
- Son : Abdelkader Alouani
- Montage : Faouzi Taya
- Production : Films Omar Khlifi
- Pays d'origine :  Tunisie
- Langue : arabe
- Format : noir et blanc - 35 mm
- Genre : film dramatique
- Durée : 100 minutes
- Date de sortie : 
  -  Algérie : 10 octobre 1973
  -  Tunisie : 2 janvier 1974

## Distribution
- Mohamed Darragi
- Hassiba Rochdi
- Anissa Lotfi
- Salwa Mohamed
- Zohra Faïza
- Ahmed Zaibi
- Habib Chaâri
- Mokhtar Hachicha

## Distinction
- Mention spéciale du Jury du Festival international des films d'expression française de Beyrouth (1974)